# 吡仑帕奈
吡仑帕奈（英語：Perampanel），商品名卫克泰（英語：Fycompa），是由卫材株式会社开发的一种抗癫痫药物，可与其他药物一起用于治疗12岁以上患者的部分性癫痫发作和全身强直阵挛发作。该药物于2012年首次获得批准，截至2016年，相对于其他药物，其在癫痫治疗中的最佳作用尚不明确。它是第一个选择性非竞争性AMPA受体拮抗剂类抗癫痫药物。
该药物是黑框警告药物，警告称该药可能导致严重的精神和行为变化。它可能引起杀人或自杀想法。其他副作用包括头晕、嗜睡、眩晕、侵犯性、憤怒、共济失调、视力模糊、应激性和构音障碍。吡仑帕奈会使含左炔诺孕酮的口服避孕药的有效性降低约40%。可能怀孕的妇女不应服用此药，因为动物研究表明，它可能会损害胎儿。吡仑帕奈容易被滥用，大剂量服用时会产生类似氯胺酮的欣快反应。它被美国缉毒局认定为三级管制物质。2023年，该药物在中国大陆被列为第二类精神药品。
截至2016年8月，吡仑帕奈在偏头痛、多发性硬化症、神經性疼痛和帕金森病中的研究和开发已停止。